# Прем'єр-міністр Сьєрра-Леоне
Прем'єр-міністр Сьєрра-Леоне — посада голови уряду в державі Сьєрра-Леоне.
Посада була вперше запроваджена у 1954 р. в британській колонії Сьєрра-Леоне з метою розширення місцевого самоврядування. У 1954—1958 рр. вона мала назву «головний міністр», а з 1958 р. — «прем'єр-міністр» згідно з прийнятою конституцією 31 січня 1957 р. Прем'єр-міністром країни ставав керівник партії, яка перемагала на парламентських виборах. З проголошенням незалежності Сьєрра-Леоне від В.Британії у 1961 р. прем'єр-міністр фактично став керівником держави. У 1971 р. з проголошенням Сьєрра-Леоне республікою більшість повноважень перейшла до рук президента. У 1978 р. посада прем'єр-міністра була скасована, потім відновлювалась 1992—1996 рр., і знову з травня 2018 р., але вже в підпорядкуванні президенту.

## Перелік прем'єр-міністрів Сьєрра-Леоне
- Мілтон Марґаї — 1954—1964
- Альберт Марґаї — 1964—1967
- Сіака Стівенс - 21.3.1967
- Девід Лансана - 21 - 23.3.1967
- Амброз Патрік Генда - 23 - 27.3.1967
- Ендрю Теренс Джексон-Сміт - 27.3.1967 - 18.4.1968
- Патрік Сайду Конте - 18 - 26.4.1968
- Сіака Стівенс - 26.4.1968 - 21.4.1971 (вдруге)
- Сорі Ібрагім Корома - 21.4.1971 - 8.7.1975
- Крістіан Алусін Камара-Тейлор - 8.7.1975 - 15.6.1978

- 1978 - 1992 - посада  скасована
- Джон Бенджамін - 14.7. - 11.1992
- Соломон Джеймс Муса - 11.1992 - 5.7.1993
- Джуліус Маада Біо - 5.7.1993 - 31.3.1995
- Акім Джібріл - 31.3.1995 - 27.3.1996

- 1996 - 2018 - посада скасована
- Девід Френсіс: 8.5.2018 — 30 квітня 2021
- Джейкоб Джусу Саффа: 30 квітня 2021 — сьогодення